# Comté de Bedford (Pennsylvanie)
Pour les articles homonymes, voir Comté de Bedford.
Le comté de Bedford est un comté américain de l'État de Pennsylvanie. Au recensement de 2020, le comté compte 47 577 habitants. Le siège du comté se situe à Bedford.

## Démographie
| Groupe            | Comté de Bedford | Pennsylvanie | États-Unis |
| ----------------- | ---------------- | ------------ | ---------- |
| Blancs            | 95,4             | 73,5         | 58         |
| Latino-Américains | 1,1              | 8,1          | 19         |
| Afro-Américains   | 0,4              | 10,5         | 12,1       |
| Asiatiques        | 0,3              | 3,4          | 6,2        |
| Métis             | 2,6              | 3,3          | 4,1        |
| Autres            | 0,1              | 0,4          | 0,5        |
| Amérindiens       | 0,1              | 0,1          | 0,9        |
| Océano-américains | 0                | 0,02         | 0,2        |
| Total             | 100              | 100          | 100        |